# Cycloprorodes
Cycloprorodes là một chi bướm đêm thuộc họ Geometridae.

## Các loài
- Cycloprorodes melanoxysta (Meyrick, 1892)